# Parque Jurásico (novela)
Parque Jurásico (Jurassic Park en su idioma original) es una novela de ciencia ficción y aventuras, escrita por Michael Crichton en 1990, que trata sobre el campo de la ingeniería genética aplicada al comercio y la explotación de animales. La novela narra cómo se intenta recrear la época de los dinosaurios a través de un parque temático en Costa Rica.
La obra de Crichton representó su consagración definitiva como autor de best-sellers, aumentada si cabe por la adaptación al cine en 1993 de la mano de Spielberg.

## Resumen de la novela
El libro comienza con dos historias cortas que actúan como antesala de la historia principal.
La primera es "La mordedura del Raptor": Una joven médica, Norteamericana, atiende a un paciente moribundo con graves heridas. La muchacha se encontraba en una clínica aislada en la costa de Costa Rica. En medio de un temporal  un helicóptero llega con un paciente de urgencia a cargo de Ed Regis. Una vez en la clínica, Ed Regis le cuenta a la doctora que el joven fue atropellado accidentalmente por una excavadora mientras trabajaba en la construcción de una futura reserva ubicada en una reserva del pacífico, sin embargo al estudiar sus horribles heridas deduce que estas fueron producidas por el ataque de un animal. El paciente termina muriendo víctima de sus heridas no sin antes susurrar varias veces la palabra "raptor". Cuando la doctora termina la intervención quirúrgica, descubre que se han robado la cámara con la que sacó unas fotos, para documentar las heridas que el paciente sufrió.
La segunda es una historia un poco más larga que narra las peripecias del padre de familia y periodista Mike Bowman que en su visita a Costa Rica decide visitar con su familia la reserva biológica de Puntarenas. Al llegar al lugar y pasar unos momentos en la playa con su familia, su hija se separa del grupo y es atacada por una extraña lagartija, de unos 30 centímetros de alto, que la muerde y la causa una reacción alérgica casi letal. Esto lleva al regreso precipitado de la familia Bowman a la civilización y el ingreso de la niña en un hospital. La niña sobrevive al ataque y se recupera sin secuelas. Realiza un identiquit de la criatura y se la confunde con una especie endémica del lugar en un principio (un Basiliscus amoratus). Ante los reporte de ataques esporádicos a bebés y niños por esa especie "nueva" el gobierno decide tomar acciones. Un guarda parque del lugar sale en la búsqueda del espécimen y descubre que la criatura que buscaba había sido cazada por un mono y parcialmente devorada. Consigue el cuerpo y lo envía, junto con las muestras de saliva obtenidas en la herida de la niña, a un laboratorio de análisis toxicológico en Norteamérica.
La historia principal comienza con la puesta en contacto por parte de una de las técnicas del laboratorio con el doctor en paleontología Alan Grant y la doctora en paleobotánica Ellie Sattler, que se encontraban en una excavación en el valle de la muerte. Le envían una radiografía del derelicto lo que resulta en la identificación positiva del espécimen como un Procomsognathus triassicus y ellos al principio lo toman como un fraude, pero ante la dificultad de falsificar algo tan complejo, de un espécimen tan raro dentro de la paleontología, se dan cuenta de la importancia del hallazgo.
Sus deliberaciones son interrumpidas por un personaje misterioso; Jim Morris de la EPA que busca información acerca de John Hammond. El Sr. Hammond financia en parte las expediciones del doctor Grant. Morris los interroga y al no poder sacar nada en limpio los deja en paz. Al volver de la entrevista con Morris un anciano que se identifica como John Hammond los espera en el remolque que se encuentra en el campo base de la expedición, este les explica la situación complicada en la que se encuentra con la EPA y su necesidad de aval para un proyecto que estaba desarrollando. Grant y Sattler le explican que les encantaría pero la inminente llegada de la muestra del centro toxicologíco les impediría hacerlo. Hammond les asegura que la muestra ya esta en su poder y que aparte de permitirles analizarla, los compensaría de manera estupenda por su tiempo de visita en el proyecto que necesita avalar. Su proyecto, lo que el define como una reserva biológica privada, localizada en la isla Nublar cerca de Costa Rica. Los convence y toman un avión que los llevara a su destino. En el viaje hacia la isla en cuestión se suman otros pasajeros: Donald Gennaro un joven abogado que representa los intereses de los inversores de Hammond, Ian Malcolm un matemático experto en los campos de la teoría del caos con sus modelos y Dennis Nedry, este último un analista de sistemas que va a revisar una aparente falla en el sistema operativo del parque.
El llegar a Costa Rica toman un helicóptero hacia la isla a la madrugada. La llegada del grupo al parque al amanecer transcurre sin incidentes, al momento de aterrizar, pero al desplazarse por el sendero que lleva al centro de visitantes descubren a un rebaño de Apatosaurus  pastando en la selva neblinosa al pie del escarpado camino. Sorprendidos se detienen a contemplar lo imposible y comprenden la grandiosidad y peligro del proyecto de Hammond. 
Al llegar a las instalaciones Hammond les explica la verdadera naturaleza del proyecto y es interrumpido por la llegada sorpresíva de sus nietos Timothy Murphy (Tim) y Alexis Murphy (Lex). Al retomar el hilo de su conversación les da una lista de las especies revividas en el parque y enseña una parte de las instalaciones de genética y crianza de nuevos especímenes, donde se les explica la imposibilidad de que estos animales se reproduzcan porque son esterilizados e irradiados. En la guardería se encuentran con una cría de tres meses de Velociraptor. Grant curioso pregunta si hay animales adultos de esa especie a lo que le responden que si.
Dennis se separa del grupo y se va a trabajar de inmediato, mientras el grupo va a contemplar el cercado especial de los velocirraptores. Los especímenes contenidos en el cercado son violentos en extremo y les intentan emboscar ni bien los ven. La naturalidad del ataque y el hecho de que éste falle no molestara a los animales les llama la atención a los paleontólogos.
Durante la tarde se organiza una visita en la atracción principal del mismo, con Ed Regis como guía: un recorrido en autos eléctricos guiados por un raíl por los cercados de los dinosaurios. La visita comienza bien ya que desde los coches contemplan a los Hypsilophodontes, avistan a un Dilophosaurus solitario en el río, ven como se alimenta a la Tyrannosaurus rex y prosiguen hasta llegar a la dehesa de los Stegosaurus. Al llegar allí los coches se detienen para contemplar cómo el veterinario Harding atiende a uno de estos animales que se halla con un evidente estado de envenenamiento por consumo de alguna planta tóxica. La Doctora Sattler le ayuda a identificar la planta responsable, y mientras el doctor Grant recorre el perímetro descubre algo que la llama la atención. El descubrimiento del doctor Grant es nada menos que el fragmento de un huevo de Velociraptor.
Atraído ante ésta circunstancia inesperada, Ian Malcolm propone un conteo de todos los animales de la isla, lo que arroja la existencia de una población mucho mayor de los mismos a los cálculos estimados. Los animales se están reproduciendo en libertad y hay animales sueltos por la isla. Esto les alarma a todos y empiezan a tomarse contramedídas. La doctora Sattler se separa del grupo para volver más tarde con Harding al centro de visitantes, y los demás reemprenden el retorno en los coches eléctricos mientras a lo lejos se observa como se aproxima una tormenta tropical.
Aquí reaparece Dennis Nedry, que resulta ser un empleado sobornado por Byosin, una empresa rival de InGen. En parte por cierta extorsión de John Hammond y que éste le obliga a perder sus ganancias por el encargo del parque, obligándole a hacer las reparaciones sin cobrarlas aduciendo que el sistema tiene tales fallos que lo hacen inabarcable. Tras ser sobornado por  Lewis Dodgson (que le abordó con la lucrativa propuesta de robar los embriones de las 15 especies de dinosaurios por una alta suma de dinero), Dodgson le da el tubo de afeitar con refrigerante y Nedry aprovechando su acceso como programador del sistema apaga la seguridad del mismo tras haber bloqueado todas las líneas telefónicas que comunican a la isla con tierra firme, dejándola aislada. Con la excusa de ir al baño y comer algo se retira de la sala de control y roba el material genético del laboratorio. Baja al garaje y toma un jeep que estaba aparcado. Durante su huida al punto de reunión del muelle Este, se pierde cuando entra al río de la selva donde se encuentran los Dilophosaurus y uno de éstos finalmente lo devora.
En la sala de Control cunde el pánico ya que el fallo masivo de las redes de seguridad los ha dejado aislados, y la imposibilidad de comunicarse con el exterior los ha dejado sin asistencia alguna posible. Arnold envía personal en búsqueda de Nedry. Muldoon se va a asegurar que su jeep esté a punto para ir a buscar a los huéspedes y abandona la sala. Al llegar al garaje descubre que su jeep con las armas no está, se alarma y emprende el retorno a la sala de control. 
El apagón dejó los vehículos eléctricos de los visitantes  junto al cercado de los Tyrannosaurus y es cuando estalla la peor parte de la tormenta tropical. Tim se da cuenta de que el cercado no está electrificado cuando descubre cómo el animal apoya su brazo en el mismo y no saltan chispas eléctricas, y cuando Ed Regis se da cuenta de esto huye aterrado, abandonando a los niños en el coche. La Tyrannosaurus ataca los vehículos y envía uno de los dos contra un árbol, para luego desaparecer en la noche.
Como resultado del ataque Tim quedó atrapado en el coche y Grant lo rescata tras esconder a Lex. No  encuentran a Malcolm, pero descubren a Regis que vuelve por el camino a buscar a los supervivientes atraído por los gritos de la niña. Entonces lo ataca la cría de Tyrannosaurus que se encontraba también en el lugar y ésta lo mata. Grant toma a los niños y se interna en el parque, alejándolos de las amenazas visibles. Recorren la dehesa del Tyrannosaurus y llegan al límite con el valle de los Hadrosaurus, Maiasaura y Triceratops. El Tyrannosaurus adulto irrumpe y ataca a los grandes herbívoros, dándose un festín con un desafortunado  Hadrosaurus subadulto.
Mientras Tanto Harding regresa al parque, y Muldoon junto con Sattler van a buscar a los huéspedes. Hammond se entera de la situación y da la orden a Arnold de reiniciar el sistema, que así vuelve a poner en línea uno por uno todos los componentes del mismo, depurando el código y reorganizando el funcionamiento del parque. Recapturan a los animales, rescatan a Malcolm (que se halla malherido) y encuentran lo poco que quedó de Regis. Más tarde intentan encontrar a los otros posibles supervivientes con los sensores de movimiento del parque.
Por la mañana Grant toma a los niños y va hacia el sector de aves prehistóricas donde al atravesarlo los Cearadactylus los atacan en picado, pero consiguen huir y llegan al río donde se encuentran con la tiranosaurio dormida. Entran al recorrido del río donde son atacados por el animal, pero consiguen escapar tras de dispararle un dardo tranquilizante en la cara. En el río, el tiranosaurio los acosa, esto los salva de los dilofosaurios que sorprendidos por el gran depredador no atacan al trío de humanos. Al llegar al final del río caen por una cascada donde la tiranosaurio los esperaba al acecho.
Como resultado de las acciones de Nedry, los tranquilizantes para los animales grandes y las armas estaban fuera del alcance de Muldoon. Pero al hacerse de día por medio de los sensores descubren el paradero del otro jeep y dan con las armas y lo que queda de Nedry, ya al corriente de su traición y del robo no demuestran misericordia alguna dejándolo abandonado junto con el vehículo que fue su tumba. Con los dardos pesados y su lanzadera Tow Muldoon localiza a la Tyrannosaurus y trata de sedarla mientras ésta acecha algo que se encontraba en el río. Le dispara dos dardos pero aparentemente falla con ambos. Tiene que huir con el animal persiguiendo su jeep.
La Tyrannosaurus ataca a Grant y los niños en la garganta de la cascada donde se refugian, pero de un momento a otro la misma queda inconsciente y se desliza flotando por el río alejándose de su pretendida presa, posiblemente convirtiendo esas aguas en su tumba. En la sala de control todos festejan pero de golpe la computadora se apaga y lentamente todos los equipos se detienen, justo tras lo cual a lo lejos se escucha un grito desgarrador. El parque ha estado funcionando con energía auxiliar desde su reinicio. Las cercas estaban apagadas y los raptores adultos escaparon de su cercado de contención. Todos evacuan para refugiarse en el edificio de visitantes fortificado. Muldoon y Gennaro salen a cazar a los raptores y cubrir a Arnold que va a tratar de reiniciar el generador. Henry Wu se queda en la sala de control esperando a reiniciar el sistema cuando enciendan el generador. Arnold va a la estación del generador y desaparece.
Muldoon consigue matar a un par de raptores pero se tuerce el tobillo y sólo consigue refugiarse en unos caños de construcción donde lo tienen rodeado, pero los animales no lo atacan luego que casi mata a otro más. Gennaro huye con la munición y trata de reiniciar el generador, dirigiéndose a la estación. Es atacado por un  velociraptor pero consigue arrojar a su atacante que se encontraba herido. Wu al no haber nadie que encienda el generador va al edificio de visitantes. En una maniobra de distracción para que los raptores no detectasen a Grant, Wu muere asesinado por su propia creación. 
Grant llega al centro de visitantes con los niños usando un camino de mantenimiento con un bebé velociraptor silvestre que encontró en el túnel. Los niños van a la cocina y Grant a encender el generador.  En el centro de visitantes los niños son perseguidos por dos raptores, pero Grant a su vuelta hace uso de los venenos que se hallaban en el laboratorio genético y los elimina. Llega con los niños a la sala de control donde esperan para reiniciar los sistemas del parque. Grant llega al generador y ceba la bomba para reactivar el generador auxiliar. Al hacerlo arrancar devuelve la corriente al sistema, y mientras sale de la estación generadora encuentra a Genaro, que está herido pero vivo. Tim reinicia el sistema operativo y activa el generador principal.
Con el raptor joven en su poder, las líneas telefónicas restauradas y la seguridad en línea, el grupo se centra en la destrucción del nido de los raptores silvestres que cual localizan al guiarlos la cría silvestre capturada. Llegan al nido y lo destruyen usando gas neurotóxico. Antes de la evacuación Hammond cae por un barranco donde lo atacan los Procomsognathus con la mordedura venenosa. Por decisión unánime la isla es destruida utilizando Napalm con la intención de no dejar ningún organismo vivo, incluyendo obviamente a las aberraciones creadas por InGen.
Posteriormente el grupo de supervivientes es retenido en el país, enterándose allí del deceso de John Hammond y de Ian Malcolm mientras son interrogados por los hechos. 
El eslogan de la obra, personificado en el personaje del matemático Ian Malcolm: «la vida se abre camino» irremediablemente.

## Personajes principales

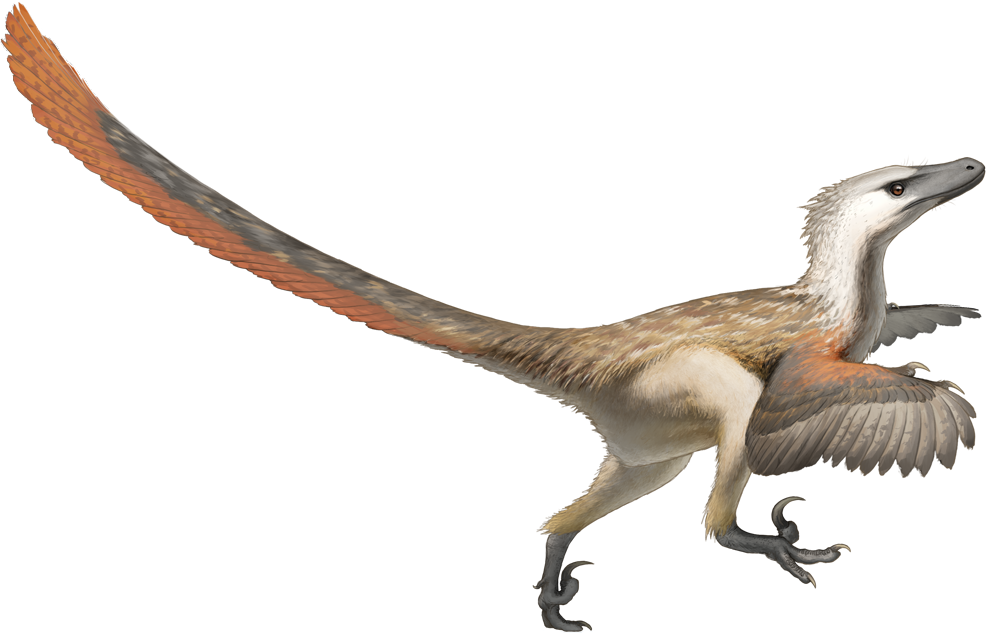
Los Velociraptores son la principal amenaza de la novela.

John HammondFilántropo multimillonario que financia las investigaciones de los paleontólogos asesores del parque. El anciano fundador de la compañía de ingeniería genética International Genetics de Palo Alto (InGen), ideó la creación del parque. Tiene una personalidad ambiciosa y materialista al extremo.
Alan GrantPaleontólogo de prestigio en nómina de Hammond; es invitado por este último para avalar el parque. Su principal campo de estudio es la conducta de anidamiento de los dinosaurios y sus conductas sociales.
Ellie SattlerJoven paleobotánica de 27 años, alumna de posgrado y amiga íntima de Grant. También invitada a la visita del parque.
Ian MalcolmJoven matemático de 36 años, especialista en la teoría del caos y la interacción en sistemas complejos. Desde un principio no aprueba la idea del parque, y son muchos sus monólogos donde explica que un sistema tan complejo como el de Parque Jurásico, donde intentan controlar animales salvajes y desconocidos, estaba destinado a perder el control.
Alexis Murphy (Lex)Nieta de Hammond; Es algo caprichosa, molesta continuamente a su hermano Tim y le gusta el deporte sobre todo el baseball. De 8 años de edad.
Timothy Murphy (Tim)Nieto de Hammond; fascinado por los dinosaurios y admirador de Grant. Es más retraído que su hermana. De unos 13 años de edad. Le encanta la informática.
Dennis NedryProgramador que desarrolla y gestiona el sistema informático del parque. Disconforme con su salario, acepta robar embriones de dinosaurio para BioSyn, una empresa competidora de InGen. Es quien aprovechándose de su puerta de acceso posterior sabotea los sistemas del parque desconectando las comunicaciones y las alambradas del parque terminando después asesinado por un Dilophosaurio.
Donald GennaroAbogado que representa a los inversores del parque. Hammond lo lleva a la visita para que transmita a sus clientes que el parque es seguro.
Robert MuldoonExperto guía cazador de animales salvajes en África y guarda general del parque. Insiste a Hammond en comprar armas de amplio poder de fuego para controlar a los dinosaurios. Está en desacuerdo con que se mantengan Velociraptores vivos en el parque.
Ray ArnoldAntiguo supervisor de desarrollo armamentístico e ingeniero supervisor de parques de atracciones, es contratado como supervisor del parque y es quien opera el centro de control del mismo. Le preocupan los «pequeños detalles» que causan problemas al buen funcionamiento del parque, evitando su puesta a punto.
Dr. Henry WuDoctor en genética, responsable de la recreación de dinosaurios. Considera que los dinosaurios resultaron «más rápidos y salvajes» de lo que creían, e insiste a Hammond en manipularlos genéticamente para hacerlos más lentos y dóciles.
Ed RegisPublicista que trabaja para Hammond desde la construcción del parque. Acompaña al grupo en la visita.
Gerry HardingEx veterinario del Zoológico de San Diego, experto en aves. Como resultado de su ambición de escribir el primer manual de medicina interna para dinosaurios, ahora trabaja en el parque. Es la única persona que posee conocimientos sobre medicina en la isla en el momento del incidente. Está preocupado porque muchos de los dinosaurios sufren enfermedades que desconocen.
Lewis DodgsonGenetista y espía de BioSyn, la empresa competidora de InGen. Soborna exitosamente a Dennis Nedry para que le entregue embriones de dinosaurios y no es mencionado en esta obra más que en su única aparición y diálogos secundarios no viaja a la isla.

## Dinosaurios y otras especies
- Apatosaurus ajax
- Cearadactylus atrox
- Coelurus fragilis
- Dilophosaurus wetherilli
- Dryosaurus (Hypsilophodon, en algunas versiones)
- Euoplocephalus tutus
- Hadrosaurus foulkii
- Maiasaura peeblesorum
- Microceratus gobiensis (posiblemente Graciliceratops mongoliensis)
- Othnielia rex (posiblemente Othnielosaurus consors)
- Procompsognathus triassicus
- Stegosaurus stenops
- Styracosaurus albertensis
- Triceratops horridus
- Tyrannosaurus rex
- Velociraptor mongoliensis (Deinonychus antirrhopus)
- Meganeura monyi

## Recepción
Bien recibida en general por la crítica; la obra que diarios como El País (España) o The Washington Post (EE. UU.) describieran en sus redacciones culturales como «una joya de la fantasía científica» o «maravillosa... Poderosa»; es también, quizá la novela más famosa de Crichton y una de las más leídas en la década de los 90. Considerada por muchos como el percutor de la «dinomanía» o la renovada moda por los dinosaurios. Parque Jurásico arrasó en ventas, en la cultura popular, en la mercadotecnia..., y supuso la base del fenómeno cinematográfico de 1993 de Steven Spielberg con la adaptación al cine de la novela.